# Sippenhaft
Sippenhaft или Sippenhaftung (немецкий: [ˈzɪpənˌhaft(ʊŋ)], родственная ответственность) — немецкий термин, обозначающий ответственность всей семьи за преступления отдельных её членов.
Родственная ответственность вид коллективного наказания. Этот правовой принцип был заимствован из германского права, существовавшего в средневековье. Принцип был возрождён в нацистской Германии. Наказание часто заключалось в лишении свободы или смертной казни и обычно применялось к родственникам заговорщиков, выступавших против нацистов, в том числе, участников неудачного заговора 1944 года.

## Средние века
До принятия римского права и христианства принцип коллективной ответственности родственников был общим среди германских народов, включая англосаксов и скандинавов. Германские средневековые законы различают две формы ответственности за тяжкие преступления, такие как убийство: кровная месть либо внесудебное убийство или т. н. «кровные деньги» — денежное возмещение, основанное на принципе вергельд  («цене человека», определяемой богатством и социальным статусом жертвы) . Принцип семейной ответственности означал, что за деяние отвечал не только сам преступник, но также его семья или клан. Подобные принципы были характерны также для кельтов, тевтонов и славян.

## Нацистская Германия
Понятие Sippenhaftung (или Sippenhaft) было введено в нацистском государстве, чтобы «национал-социалисты могли шантажировать генералов и комендантов, арестовывая членов их семей».
В нацистской Германии принцип коллективной ответственности был вновь введён в юридическую практику: за преступление члена семьи наказание налагалось также на родственников. Родственники лиц, обвиняемых в преступлениях против государства, разделяли ответственность за эти преступления и подлежали аресту, а иногда и казни. В частности многие люди, не совершившие никаких преступлений, были арестованы и наказаны в соответствии с указами, введёнными после неудачного заговора с целью убийства Адольфа Гитлера в июле 1944 года:121–166

## СССР и Россия
По мнению Дитера Хайнцига, методы «родовой ответственности» (Sippenhaft), когда «за преступление одного члена семьи или группы несли наказание все прочие члены, … не использовался в СССР, за исключением периода 1937—1938 годов, когда по приказу НКВД арестовывались жёны и дети всех, кого причисляли к „врагам народа“».
В СССР использовались официальные термины-аббревиатуры «ЧСВР» (член семьи врага революции) и «ЧСИР» (член семьи изменника Родины).
В позднепутинской России неофициально применяется принцип коллективной ответственности, что выражается в преследовании родственников оппозиционеров, в частности объявленных иностранными агентами. В 2024 году у жены писателя Бориса Акунина, не лояльного режиму, арестовали российский счёт.